# Плоскуха
Плоскуха (Echinochloa) — рід трав'янистих рослин з родини злакових.
Із зерна деяких видів цього роду виготовляється пшоно, яке використовують для їжі або як корм худобі. Найпоширеніші культури — японське просо (E. esculenta) в Східній Азії, пайза (E. frumentacea) в Південній Азії, і бургу (E. stagnina) в Західній Африці.
Багато видів роду є поширеними бур'янами, зокрема в Україні це плоскуха звичайна (E. crus-galli). Плоскуха рисоподібна (E. oryzoides) — чудовий приклад так званої мімікрії Вавилова: рослина еволюціонувала так, що зовні схожа на рис (Oryza), що дає змогу їй уникнути прополювання під час боротьби з бур'янами.

## Види
- Echinochloa brevipedicellata
- Echinochloa callopus
- Echinochloa chacoensis
- Echinochloa colona
- Echinochloa crus-galli — плоскуха звичайна
- Echinochloa crus-pavonis
- Echinochloa elliptica
- Echinochloa esculenta
- Echinochloa frumentacea — пайза
- Echinochloa glabrescens
- Echinochloa haploclada
- Echinochloa helodes
- Echinochloa holciformis
- Echinochloa inundata
- Echinochloa jaliscana
- Echinochloa jubata
- Echinochloa kimberleyensis
- Echinochloa lacunaria
- Echinochloa macrandra
- Echinochloa muricata
- Echinochloa obtusiflora
- Echinochloa oplismenoides
- Echinochloa oryzoides
- Echinochloa paludigena
- Echinochloa picta
- Echinochloa pithopus
- Echinochloa polystachya
- Echinochloa praestans
- Echinochloa pyramidalis
- Echinochloa rotundiflora
- Echinochloa stagnina
- Echinochloa telmatophila
- Echinochloa turneriana
- Echinochloa ugandensis
- Echinochloa walteri